# Vatican Observatory Research Group

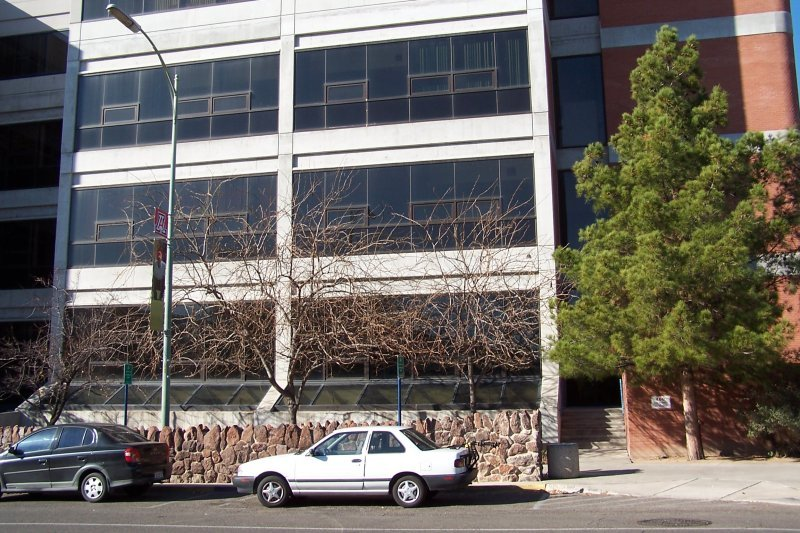
Sede do VORG em Observatório de Steward, Tucson, Arizona

VORG (Vatican Observatory Research Group) - o Grupo de Investigação do Observatório do Vaticano - é uma instituição científica unida com o Observatório do Vaticano.
A sede do VORG localiza-se em lhe Observatório de Steward da Universidade do Arizona.
O grupo foi criado em 1980 sobre iniciativa do director do Observatório do Vaticano de então, o padre George Coyne SJ.
O instrumento básico dedicado às observações astronômicas é para o grupo um telescópio moderno de nova geração VATT. Ademais as observações, o grupo conduz também investigações teóricas e interdisciplinarias e dispõe de uma rica colecção de meteoritos.

## Equipa
Tenho aqui algumas pessoas do VORG e domínios das suas investigações:
- José Gabriel Funes SJ, diretor do Observatório do Vaticano e VORG, conduz investigações sobre galáxias.
- Guy J. Consolmagno SJ, porta-voz do Observatório, conduz investigações sobre meteoritos.
- Christopher J. Corbally SJ, vicediretor do VORG e o presidente do National Committee to International Astronomical Union, especialista na espectroscopia astronômica.
- Richard P. Boyle SJ, ocupa se de fotometria.
- William R. Stoeger SJ, cosmólogo, é coordenador dos programas interdisciplinares Ciência-Teologia.
- Michael Heller, cosmólogo e filósofo, Adjunct Scholar do Observatório do Vaticano.